# Hodádád Azizi
Hodádád Azizi (perzsául: خداداد عزیزی; Meshed, 1971. június 22. –) iráni labdarúgócsatár.